# WI-38
WI-38 je ljudska stanična linija (humane diploidne stanice) iz plućnih stanica s pobačenog, otprilike 3 mjeseca starog ženskog fetusa. Koristi se u proizvodnji cjepiva, koja sadrže tragove ljudske DNK abortiranih fetusa. 
Cjepivo protiv rubeole koje je dio obaveznog programa cijepljenja u Republici Hrvatskoj sadrži živi atenuirani virus rubeole, soj Wistar RA 27/3 koji je izoliran iz zaraženog abortiranog fetusa.
Do danas su za proizvodnju cjepiva od živih, oslabljenih virusa, tj. aktivnih cjepiva korištene dvije ljudske stanične linije izvedene iz tkiva pobačene djece WI-38 i MRC-5: Prva je bila linija WI-38 (s Wistar Instituta Sveučilišta Pennsylvania). WI-38 utemeljio je 1961.g. dr. Leonard Hayflick uklanjanjem plućnih stanica s pobačenog, otprilike 3 mjeseca starog ženskog fetusa. Do pobačaja je došlo, jer su roditelji smatrali da već imaju dovoljno djece. U članku u američkom časopisu Diseases of Childhood, dr. Stanley Plotkin o podrijetlu ove stanične linije: "Ovaj fetus je dr. Sven Gard odabrao specifično za tu svrhu." WI-38 korišten je u proizvodnji povijesnog cjepiva protiv rubeole RA 27/3.
Kod komercijalno dostupnog cjepiva protiv rubeole u EU, i virus i njegova kultura potiču od pobačene djece. Virus rubeole potječe od djeteta koje je abortirano u Sjedinjenim Američkim Državama tijekom epidemije rubeole 1964. godine, kada je ženama koje su bile zaražene savjetovano da prekinu trudnoću. Virus je pronađen kod 27. pobačenog djeteta, koje je poput ostale djece odmah nakon pobačaja secirano. Naziva se virusnim sojem RA 27/3, pri čemu R znači rubeola, A je abortus, 27 je 27. pobačeni fetus i 3 je treći uzorak tkiva. Liječnik koji je izvršio pobačaj usko je surađivao s Institutom Wistar kako bi prikupio pobačenu djecu i izolirao virus. Virus je zatim uzgojen u stanicama pluća (WI-38) drugog pobačenog, oko 3 mjeseca starog ženskog fetusa. Novo cjepivo razvijeno je u Philadelphiji i testirano na siročadi.